# Hino Profia
Hino Profia/Hino700 — семейство крупнотоннажных грузовых автомобилей производства Hino Motors, серийно выпускаемых с 1981 года.

## Описание
Модельный ряд Profia включает в себя модели FH, FN, FQ, FR, FS, FW и GN с колёсными формулами 4x2, 6x2, 6x4 и 8x4 и габаритной длиной от 11,1 до 12 метров. При полной массе от 15,6 до 25 тонн их грузоподъёмность с бортовой платформой составляет от 8,8 до 16,2 тонн. На моделях Super Dolphin Profia устанавливаются рядные 6-цилиндровые дизели (10,5 и 12,9 л., 300-410 л. с.), механические 6— или 7-ступенчатые коробки передач. Подвеска модели рессорная, но предлагается и задняя пневматическая. В серию входят также седельные тягачи SS (4x2) и SH (6x4) с допустимой нагрузкой 10 и 18 тонн с теми же двигателями мощностью от 350 до 520 л. с. Коробка передач — механическая 7 — или 16-ступенчатая, а также автоматическая 12 — или 16-ступенчатая ProShift в виде напольного рычага. Современная версия Profia производится с 2017 года.

## Модельный ряд
- FH (4x2).
- FN (6x2).
- FQ (6x4).
- FR (6x2).
- FS (6x4).
- FW (8x4).
- FY (8x4).
- SH (4x2).
- SS (6x4).
- SV (6x4).